# Daniel Bąk
Daniel Bąk (* 10. Oktober 2005 in Będzin) ist ein polnischer Fußballspieler, der als Mittelstürmer für den polnischen Erstligisten Korona Kielce spielt.

## Karriere

### Verein
Bąk begann seine Karriere bei Sarmacja Będzin, wo er bis 2021 im Jugendbereich aktiv war, bevor er in die Jugendmannschaften von Korona Kielce wechselte. 
Sein Profidebüt gab er für Korona Kielce II in der 3. Fußball-Liga (Polen) am 10. Juni 2023 bei einer 1:4-Niederlage gegen Avia Świdnik.
Sein Debüt für die erste Mannschaft von Korona Kielce gab er am 22. Oktober 2023 in der Ekstraklasa gegen Radomiak Radom. Sein erstes Tor im Profibereich erzielte er am 11. August 2024 für Korona Kielce II bei einem 2:0-Sieg gegen Wisłoka Dębica.
Bąk ist seit dem 20. Oktober 2023 Teil der Profimannschaft und verlängerte seinen Vertrag zuletzt am 23. Juni 2025 bis zum 30. Juni 2028 mit der Option auf eine weitere Saison.